# Dusona anceps
Dusona anceps är en stekelart som först beskrevs av Holmgren 1860.  Dusona anceps ingår i släktet Dusona och familjen brokparasitsteklar. Arten är reproducerande i Sverige. Inga underarter finns listade i Catalogue of Life.